# Phagwara
Phagwara è una città dell'India di 95.626 abitanti, situata nel distretto di Kapurthala, nello stato federato del Punjab. In base al numero di abitanti la città rientra nella classe II (da 50.000 a 99.999 persone).

## Geografia fisica
La città è situata a 31° 13' 4 N e 75° 46' 10 E e ha un'altitudine di 233 m s.l.m..

## Società

### Evoluzione demografica
Al censimento del 2001 la popolazione di Phagwara assommava a 95.626 persone, delle quali 51.551 di sesso maschile e 44.075 di sesso femminile. I bambini di età inferiore o uguale ai sei anni assommavano a 10.012, dei quali 5.581 maschi e 4.431 femmine. Infine, coloro che erano in grado di saper almeno leggere e scrivere erano 73.193, dei quali 41.190 maschi e 32.003 femmine.